# Dicranomyia diversoides
Dicranomyia diversoides är en tvåvingeart som beskrevs av William George Dietz 1921. Dicranomyia diversoides ingår i släktet Dicranomyia och familjen småharkrankar. Inga underarter finns listade i Catalogue of Life.